# Plájtiyivka
Plájtiyivka (en ucraniano: Плахтіївка)  es un pueblo ucraniano perteneciente al óblast de Odesa. Situado en el suroeste del país, es parte del raión de Bíljorod-Dnistrovski y centro del municipio (hromada) homónimo.

## Toponimia
El nombre del asentamiento en otros idiomas de importancia en el asentamiento es también Plajtievka (en ruso: Плахтиевка; en rumano: Plahteevca). 

## Geografía
Plájtiyivka se encuentra a orillas del río Kuruder, 11 km al noreste de Sarata y a unos 125 km al suroeste de Odesa.   

## Historia
El pueblo fue fundado en 1830 por colonos del pueblo Uspenka de la gobernación de Yekaterinoslav.   

## Demografía
La evolución de la población de Plájtiyivka entre 1886 y 2021 fue la siguiente:
| 2468                                                          | 6434 | 5233 | 4986 |
| (Fuente: Cities & Towns of Ukraine y UKRAINE: Größere Städte) |      |      |      |

Según el censo de 2001, la lengua materna de la mayoría de los habitantes, el 93,89%, es el ucraniano; y del 5,38%, el ruso.

## Infraestructura

### Transporte
El pueblo está conectado con Sarata y por ello pasa cerca de la carretera territorial T 16-43. 